# Palatal konsonant
Palatale konsonanter udtales ved at tungen trykkes mod ganen.